# Eduard Čech
Eduard Čech (Stračov, 29 de junho de 1893 — Praga, 15 de março de 1960) foi um matemático tcheco nascido em Stračov, Boêmia, então pertencente ao Império Austro-Húngaro, e atualmente pertencente à República Tcheca.
Seus interesses incluíam geometria diferencial projetiva e topologia. Em 1921-1922 trabalhou com Guido Fubini em Turim.

## Publicações
- Čech, E. (1935), «Les groupes de Betti d'un complexe infini», Fundamenta Mathematicae, 25 (1): 33–44, doi:10.4064/fm-25-1-33-44
- Čech, E. (1936), «Multiplications on a complex», Ann. of Math., 37 (3): 681–697, JSTOR 1968483, doi:10.2307/1968483, hdl:10338.dmlcz/501047
- Čech, E. (1937), «On bicompact spaces», Ann. of Math., 38 (4): 823–844, JSTOR 1968839, doi:10.2307/1968839, hdl:10338.dmlcz/100459